# جسیکا گارلیک
جسیکا گارلیک (به انگلیسی: Jessica Garlick) (زاده ۱۹۸۱) خواننده ولزی است.
او در مسابقه آواز یوروویژن ۲۰۰۲ نماینده بریتانیا بود.